# مودزلی
مودزلی (به انگلیسی: Mawdesley) یک روستا و محله مدنی در بریتانیا است که در Borough of Chorley واقع شده‌است. مودزلی ۱٬۷۰۲ نفر جمعیت دارد.